# Pachterscamer

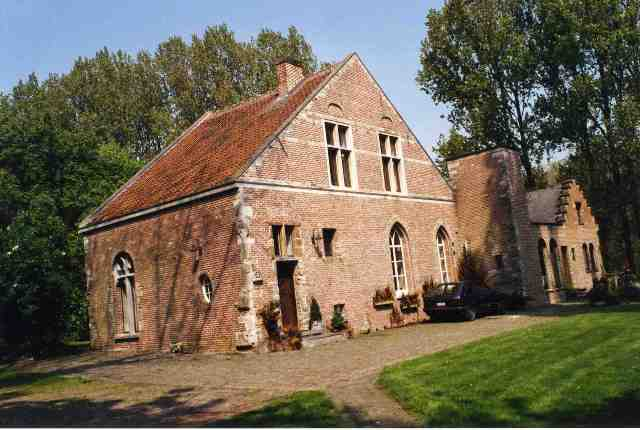
Pachterscamer

De Pachterscamer is een bouwwerk in de tot de Oost-Vlaamse gemeente Dendermonde behorende plaats Sint-Gillis-bij-Dendermonde, gelegen aan Oud Klooster 50.

## Geschiedenis
Hier op de Zwijvekekouter bevond zich de Abdij van Zwijveke, van de cisterciënzerinnen. Deze abdij werd in 1667 vernield op bevel van de  Spaanse gouverneur van Dendermonde toen de stad door de troepen van Lodewijk XIV belegerd werd. De abdij werd voortgezet binnen de stadsmuren van Dendermonde.
In 1739 werd, op de voormalige plaats van het klooster, de pachthoeve herbouwd. Mogelijk zijn daar delen van een vleugel van het voormalig klooster in verwerkt.
In 1798 werd de hoeve onteigend en openbaar verkocht. Tot 1966 bleef deze als boerderij in gebruik. In 1966 werd hij aangekocht door de kunstenaar Harold Van de Perre. In 1967 werd de hoeve verbouwd tot woning, waarbij ook een aantal aanbouwsels werden toegevoegd.
In de nabijheid werd in 1968 een gemetselde grafkamer opgegraven en van 1981-1984 werden archeologische onderzoekingen op het terrein uitgevoerd waarbij funderingsresten van het voormalig klooster aan het licht kwamen.
De Pachterscamer ligt nabij de Oude Dender.